# Östkazakstan

Östkazakstans läge i Kazakstan.

Östkazakstan (kazakiska: Шығыс Қазақстан, Sjyghys Qazaqstan; ryska: Восточно-Казахстан, Vostotjno-Kazachstan) är en provins (oblyst) i östra Kazakstan, vid Altajbergen och gränsen till Kina. Provinsen har en yta på 283 200 km² och 1 417 384 invånare (2008). Provinsens huvudort är Öskemen (Ust-Kamenogorsk); den därefter största staden är Semej (Semipalatinsk). Under Sovjettiden testades kärnvapen i området. Drygt 60 procent av befolkningen är ryssar, medan resterande 40 procent är kazaker.
Provinsen dräneras av floden Irtysjs övre lopp, i söder ligger sjön Zajsan. Det råder ett torrt inlandsklimat. Regionen är ett av landets främsta centrum för metallurgisk industri, med rika tillgångar på zink, bly och koppar såväl som guld, silver samt andra metaller. Billig elektricitet kommer från vattenkraftverk längs Irtysj.